# Brede
Brede – wieś w Anglii, w hrabstwie East Sussex, w dystrykcie Rother. Leży 81 km na południowy wschód od Londynu. W 2007 miejscowość liczyła 1715 mieszkańców.